# Chính trị cánh hữu
Chính trị cánh hữu, còn gọi là chính trị hữu khuynh hay chính trị thiên hữu, đề cập đến các quan điểm hoặc lập trường có khuynh hướng chính trị-xã hội trái ngược với cánh tả trong hệ chính trị tả–hữu. Họ cho là một số trật tự xã hội và hệ thống phân cấp cũng như chủ nghĩa Quốc gia dân tộc và bảo thủ - tôn giáo tín ngưỡng và tâm linh là không thể tránh khỏi, tự nhiên, bình thường, hoặc được mong muốn bởi quần chúng nhân dân ở đâu đó, nhấn mạnh tôn ti trật tự, lòng yêu nước, sự gắn kết xã hội và trách nhiệm cá nhân với xã hội, tính kỷ luật, họ thường bảo vệ lập trường này trên cơ sở của luật tự nhiên, kinh tế học hay truyền thống. Hệ thống cấp bậc và bất bình đẳng theo quan điểm này có thể được xem như là kết quả tự nhiên của sự khác biệt truyền thống xã hội, hoặc sự cạnh tranh trong nền kinh tế thị trường.